# Otto Liederley
Otto Liederley (* 16. Mai 1899 in Guben; † 13. November 1937 in Düsseldorf) war vom 20. April 1937 bis zu seinem Tod am 13. November 1937 für sieben Monate der zweite nationalsozialistische Oberbürgermeister von Düsseldorf.
Liederley war Bankkaufmann in Düsseldorf und trat zum 1. August 1931 der NSDAP bei (Mitgliedsnummer 594.364), für die er als Propagandaleiter in Kaiserswerth tätig war. Am 17. November 1933 wurde Liederley zum Generaldirektor der Rheinbahn ernannt. Als im Rahmen eines Finanzskandals (Esch-Skandal) innerhalb der Düsseldorfer Stadtverwaltung die örtliche NSDAP in Misskredit zu geraten drohte, zog der Oberpräsident der Rheinprovinz Josef Terboven die Konsequenz und beurlaubte den amtierenden Oberbürgermeister Hans Wagenführ, der zur sogenannten Gauclique um den Gauleiter Friedrich Karl Florian gehörte. Am 19. April 1937 wurde die Beurlaubung von Wagenführ seitens Hermann Görings bewilligt und Liederley am 20. April 1937 zum kommissarischen Oberbürgermeister ernannt. Die Eile wurde mit der bevorstehenden Reichsausstellung Schaffendes Volk begründet. Florian intrigierte erfolglos gegen Liederley. Am 13. November 1937 starb Liederley dann überraschend an Komplikationen infolge einer Blinddarmoperation.